# Град медијске уметности
УНЕСКО-ов пројекат Град медијске уметности део је шире мреже креативних градова. Мрежа је покренута 2004. године и има градове чланице у седам креативних области. Остале области су: занати и народна уметност, музика, филм, гастрономија, књижевност и дизајна.
Једна од улога Унеска је да одржава листу места светске природне и културне баштине. Та места се сматрају важним природним или историјским местима или објектима чије очување је важно за целокупну светску заједницу.

## Критеријуми за УНЕСКО град медијске уметности
Да би били одобрени као град медијске уметности, градови морају да испуне низ критеријума које је поставио УНЕСКО. 

## Градови медијске уметности
Постоји 22 града на пет континената носе ознаку медијске уметности:
| Град           | Држава                    | Година натписа |
| -------------- | ------------------------- | -------------- |
| Остин          | Сједињене Америчке Државе | 2015.          |
| Брага          | Португал                  | 2017.          |
| Кали           | Колумбија                 | 2019.          |
| Чангша         | Кина                      | 2017.          |
| Ангјен ле Бен  | Француска                 | 2013.          |
| Гвадалахара    | Мексико                   | 2017.          |
| Квангџу        | Јужна Кореја              | 2014.          |
| Хамар          | Норвешка                  | 2021.          |
| Карлсруе       | Немачка                   | 2019.          |
| Кампина Гранде | Бразил                    | 2021.          |
| Дакар          | Сенегал                   | 2014.          |
| Лион           | Француска                 | 2008.          |
| Тел Авив       | Израел                    | 2014.          |
| Кошице         | Словачка                  | 2017.          |
| Линц           | Аустрија                  | 2014.          |
| Модена         | Италија                   | 2021.          |
| Намур          | Белгија                   | 2021.          |
| Сапоро         | Јапан                     | 2013.          |
| Тбилиси        | Грузија                   | 2021.          |
| Торонто        | Канада                    | 2017.          |
| Виборг         | Данска                    | 2019.          |
| Јорк           | Уједињено Краљевство      | 2014.          |